# Све, Кристофер
Кри́стофер Све (норв. Christoffer Svae; род. 21 марта 1982, Осло) — норвежский кёрлингист, второй игрок команды Норвегии на зимних Олимпийских играх 2010, 2014 и 2018 годов. Серебряный призёр зимних Олимпийских игр 2010 года, чемпион мира 2014 года.

## Достижения
- Зимние Олимпийские игры: серебро (2010).
- Чемпионат мира по кёрлингу среди мужчин: золото (2014), серебро (2010, 2015), бронза (2006, 2008, 2009).
- Чемпионат Европы по кёрлингу: золото (2010, 2011), серебро (2007, 2008, 2012, 2013, 2016), бронза (2009, 2015).
- Зимняя Универсиада: серебро (2009).
- Континентальный Кубок по кёрлингу (в составе команд «Европа» или «Мир»): золото (2008, 2012), серебро (2011, 2013, 2014, 2015, 2016, 2017, 2018).
- Чемпионат Норвегии по кёрлингу среди мужчин: золото (2008, 2009, 2010, 2011, 2012, 2013, 2014, 2015), серебро (2016, 2017, 2019).
- Чемпионат Норвегии по кёрлингу среди смешанных команд: золото (2022).

- Команда всех звёзд (англ. All-Star Team) чемпионата мира среди юниоров: 2002.

## Команды
| Сезон                          | Четвёртый           | Третий                                | Второй                  | Первый               | Запасной                                                                           | Турниры                                                                 |
| ------------------------------ | ------------------- | ------------------------------------- | ----------------------- | -------------------- | ---------------------------------------------------------------------------------- | ----------------------------------------------------------------------- |
| 1998—99                        | Thomas Berntsen     | Томас Лёвольд                         | Jan Øivind Hewitt       | Петтер Моэ           | Кристофер Све тренер: Кнут Ивар Моэ (ЧМЮ)                                          | ЧМЮ-Б 1999 · ЧМЮ 1999 (7 место)                                         |
| 1999—00                        | Thomas Berntsen     | Петтер Моэ                            | Jan Øivind Hewitt       | Кристофер Све        | Jan Marcus Lilledal тренер: Кнут Ивар Моэ                                          | ЧМЮ 2000 (9 место)                                                      |
| 2000—01                        | Томас Лёвольд       | Петтер Моэ                            | Fredrik Haaland         | Кристофер Све        | Sindre Eirik Martinsen тренер: Кнут Ивар Моэ                                       | ЧМЮ-Б 2001 (4 место)                                                    |
| 2001—02                        | Томас Лёвольд       | Петтер Моэ                            | Кристофер Све           | Fredrik Haaland      | Christopher Berntsen тренер: Оле Ингвальдсен (ЧМЮ)                                 | ЧМЮ-Б 2002 · ЧМЮ 2002 (8 место)                                         |
| 2002—03                        | Томас Лёвольд       | Петтер Моэ                            | Кристофер Све           | Ховард Вад Петерссон | Bård Rieber-Mohn тренер: Кнут Ивар Моэ (ЧМЮ)                                       | ЧМЮ-Б 2003 · ЧМЮ 2003 (4 место)                                         |
| 2005—06                        | Томас Лёвольд       | Петтер Моэ                            | Кристофер Све           | Ховард Вад Петерссон |                                                                                    |                                                                         |
| 2005—06                        | Томас Ульсруд       | Торгер Нергор                         | Томас Дуэ               | Ян Торесен           | Кристофер Све тренер: Оле Ингвальдсен                                              | ЧНМ 2006 · ЧМ 2006                                                      |
| 2006—07                        | Томас Лёвольд       | Петтер Моэ                            | Кристофер Све           | Ховард Вад Петерссон | Кнут Ивар Моэ                                                                      |                                                                         |
| 2006—07                        | Томас Ульсруд       | Торгер Нергор                         | Томас Дуэ               | Ян Торесен           | Кристофер Све                                                                      |                                                                         |
| 2007—08                        | Томас Ульсруд       | Торгер Нергор                         | Кристофер Све           | Ховард Вад Петерссон | Томас Дуэ тренер: Оле Ингвальдсен                                                  | ЧЕ 2007 · ЧНМ 2008 · ЧМ 2008                                            |
| 2008—09                        | Томас Ульсруд       | Торгер Нергор                         | Кристофер Све           | Ховард Вад Петерссон | Томас Дуэ (ЧЕ) Томас Лёвольд (ЧМ) тренер: Оле Ингвальдсен                          | ЧЕ 2008 · ЧНМ 2009 · ЧМ 2009                                            |
| 2009                           | Томас Лёвольд       | Кристофер Све                         | Hans Tømmervold         | Anders Bjørgum       | тренер: Оле Ингвальдсен                                                            | ЗУ 2009                                                                 |
| 2009—10                        | Томас Ульсруд       | Торгер Нергор                         | Кристофер Све           | Ховард Вад Петерссон | Томас Лёвольд тренер: Оле Ингвальдсен                                              | ЧЕ 2009 · ЗОИ 2010                                                      |
| 2010                           | Торгер Нергор       | Томас Лёвольд                         | Кристофер Све           | Ховард Вад Петерссон | тренер: Оле Ингвальдсен                                                            | ЧНМ 2010 · ЧМ 2010                                                      |
| 2010—11                        | Томас Ульсруд       | Торгер Нергор                         | Кристофер Све           | Ховард Вад Петерссон | Маркус Хёйберг тренер: Оле Ингвальдсен                                             | ЧЕ 2010 · ЧНМ 2011 · ЧМ 2011 (4 место)                                  |
| 2011—12                        | Томас Ульсруд       | Торгер Нергор                         | Кристофер Све           | Ховард Вад Петерссон | Томас Лёвольд тренер: Оле Ингвальдсен                                              | ЧЕ 2011 · ЧНМ 2012 · ЧМ 2012 (4 место)                                  |
| 2012—13                        | Томас Ульсруд       | Торгер Нергор (ЧЕ) Томас Лёвольд (ЧМ) | Кристофер Све           | Ховард Вад Петерссон | Томас Лёвольд (ЧЕ) Маркус Хёйберг (ЧМ) тренер: Оле Ингвальдсен                     | ЧЕ 2012 · ЧНМ 2013 · ЧМ 2013 (5 место)                                  |
| 2013—14                        | Томас Ульсруд       | Торгер Нергор                         | Кристофер Све           | Ховард Вад Петерссон | Маркус Хёйберг (ЧЕ, ЗОИ, ЧМ) тренер: Пол Трульсен                                  | ЧЕ 2013 · ЧНМ 2014 · ЗОИ 2014 (5 место) · ЧМ 2014                       |
| 2014—15                        | Томас Ульсруд       | Торгер Нергор                         | Кристофер Све           | Ховард Вад Петерссон | Сандер Рёлвог (ЧЕ) Маркус Хёйберг (ЧМ) тренеры: Петтер Моэ (ЧЕ), Пол Трульсен (ЧМ) | ЧЕ 2014 · ЧНМ 2015 · ЧМ 2015                                            |
| 2015—16                        | Томас Ульсруд       | Торгер Нергор                         | Кристофер Све           | Ховард Вад Петерссон | Сандер Рёлвог (ЧЕ) Маркус Хёйберг (ЧМ) тренеры: Петтер Моэ (ЧЕ), Пол Трульсен (ЧМ) | ЧЕ 2015 · ЧНМ 2016 · ЧМ 2016 (5 место)                                  |
| 2016—17                        | Томас Ульсруд       | Торгер Нергор                         | Кристофер Све           | Ховард Вад Петерссон | Сандер Рёлвог (ЧЕ) тренер: Петтер Моэ (ЧЕ)                                         | ЧЕ 2016 · ЧНМ 2017                                                      |
| 2017—18                        | Томас Ульсруд       | Торгер Нергор                         | Кристофер Све (ЧЕ, ЗОИ) | Ховард Вад Петерссон | Сандер Рёлвог (ЧЕ) Маркус Хёйберг (ЗОИ) тренер: Томас Лёвольд                      | ЧЕ 2017 (4 место) ЗОИ 2018 (6 место)                                    |
| 2018—19                        | Томас Ульсруд       | Торгер Нергор                         | Кристофер Све           | Ховард Вад Петерссон | тренеры: Томас Лёвольд (КМ 2 эт.), Пол Трульсен (КМ фин.)                          | КМ 2018/19 (2 этап) (4 место) · ЧНМ 2019 · КМ 2018/19 (финал) (8 место) |
| Кёрлинг среди смешанных команд |                     |                                       |                         |                      |                                                                                    |                                                                         |
| 2022—23                        | Александр Линдстрём | Майя Рамсфьелл                        | Кристофер Све           | Пиа Трульсен         | тренер: Bettina Ramsfjell                                                          | ЧНСК 2022 · ЧМСК 2022 (5 место)                                         |

(скипы выделены полужирным шрифтом)

## Частная жизнь
Кристофер — внук норвежского яхтсмена, участника летних Олимпийских игр 1956 и 1960 годов Карла Отто Све (англ. Carl Otto Svae).
Начал заниматься кёрлингом в 1992 году, в возрасте 10 лет.

## «Цветастые» штаны сборной Норвегии
Именно Кристофер Све был тем, кто предложил сменить стандартные черные брюки в форме олимпийской мужской команды Норвегии на зимних Олимпийских играх 2010 года на беспрецедентно «цветастые» (для того времени) брюки для гольфа производства фирмы Loudmouth Golf, потому что эти брюки были трёх национальных цветов норвежского флага — белого, красного и синего. Это принесло мужской команде Норвегии, руководимой скипом Томасом Ульсрудом, огромную популярность среди болельщиков.